# 有殼翼足亞目
有殼翼足亞目（学名：Thecosomata），又名披殼亞目，亦稱為海蝶（Sea butterflies）或振翅蝸牛（flapping snails），為分類學亞目的海生蝸牛。她們為終生浮游（holoplanktonic）軟體動物門腹足綱的後鰓目中。
此分類以往被稱為翼足類（pteropods）。此名稱在科學上已經不準確，但仍然因為方便理由而仍然被使用。翼足類的名稱可以應用在有殼翼足亞目的海蝶及裸殼翼足亞目（Gymnosomata）的海天使（sea angels）上。軟體動物中有殼翼足亞目擁有外殼，而裸殼翼足亞目則沒有。
終生浮游的意思為此類蝸牛的終生都以浮游狀態度過。此情況不同於常見的海棲腹足綱生物，即只在幼蟲時期才是浮游狀態。
有殼翼足亞目為一個年輕的分類，其演化由新生代的古新世開始。

## 外表
海蝶可以自由在水中浮動及游泳，並由水流帶動。以上原因引致其身體上的種種適應機能產生。其鰓及外殼在部分科中消失。她們的足部以翼狀葉，即疣足（parapodia）形式出現，令此小生物的身軀能夠以緩慢拍翼方式推動。部分時間她們會以腹面向上，依照水流自然流動。她們因為其透明外殼、極為脆弱及長度小於一厘米的關係，所以很難可以觀察到。其石灰質的外殼為兩側對稱（Bilateral symmetry），並有不同形狀包括盤繞狀、針狀、三角形及球狀。

## 生活習性
人們對海蝶的行為所知甚少，但她們以奇特的捕食手法見稱。她們主要為浮游生物的被動捕食者，但有時亦為真正的獵人。她們以黏液的網纏住浮游生物，其闊度可達5厘米，比其身體大很多。她們在受到騷擾後會捨棄其網及緩慢拍翼離去。當下降至較深水的地方時，她們會保持其翼向上。每天她們跟隨其浮游生物獵物在水體中垂直遷移。在晚上她們在水面獵食，在早上則回到深海。她們間中會以大群出現，並在沖上岸上的漂浮殘骸（flotsam）中發現，此情況在澳大利亞的東岸更為顯著。

## 大眾文化
海蝶在電子遊戲歡迎光臨!動物之森（Animal Crossing: Wild World）出現，她們可以在海洋中捕獲。

## 分類
本分類過往包括下列各科：
- 駝蝶螺科 Cavoliniidae Gray, 1850 (1815)
- 菱蝶螺科 Clioidae
- 角駝蝶螺科 Creseidae Rampal, 1973
- 螔螺科 Limacinidae Gray, 1840

- Cuvierinidae

- Praecuvierinidae
- Family Cymbuliidae Gray, 1840
- 蝴蝶螺科 Desmopteridae Chun, 1889
- 左旋假殼科 Peraclidae Tesch, 1913

### 2017年分類
根據2017年《布歇特等人的腹足類分類》，有殼翼足亞目被分拆成為真有殼翼足亞目和擬有殼翼足亞目這兩個亞目，翼足目之下變成由三個亞目組成，分別如下：
- 真有殼翼足亞目 Euthecosomata Meisenheimer, 1905：有現生種和化石種[3]。
  - 駝蝶螺總科 Cavolinioidea Gray, 1850 (1815)[4]
    - 駝蝶螺科 Cavoliniidae Gray, 1850 (1815)：菱蝶螺科（Clioidae）被併入本科。
    - 角駝蝶螺科 Creseidae Rampal, 1973：其分類單元舊屬駝蝶螺科。
    - Family Praecuvierinidae A. Janssen, 2006 †
    - Family Sphaerocinidae A. W. Janssen & Maxwell, 1995 †

  - 螔螺總科 Limacinoidea Gray, 1840[5]
    - 螔螺科 Limacinidae Gray, 1840
- 無殼翼足亞目 Gymnosomata
  - Superfamily Clionoidea Rafinesque, 1815
  - Superfamily Hydromyloidea Pruvot-Fol, 1942 (1862)
- 擬有殼翼足亞目 Pseudothecosomata Meisenheimer, 1905：只有現生種[6]。
  - Cymbulioidea Gray, 1840[7]
    - Family Cymbuliidae Gray, 1840
    - 蝴蝶螺科 Desmopteridae Chun, 1889
    - 左旋假殼科 Peraclidae Tesch, 1913

## 外部連結
- 維基物種上的相關：有殼翼足亞目